# Michel van der Aa

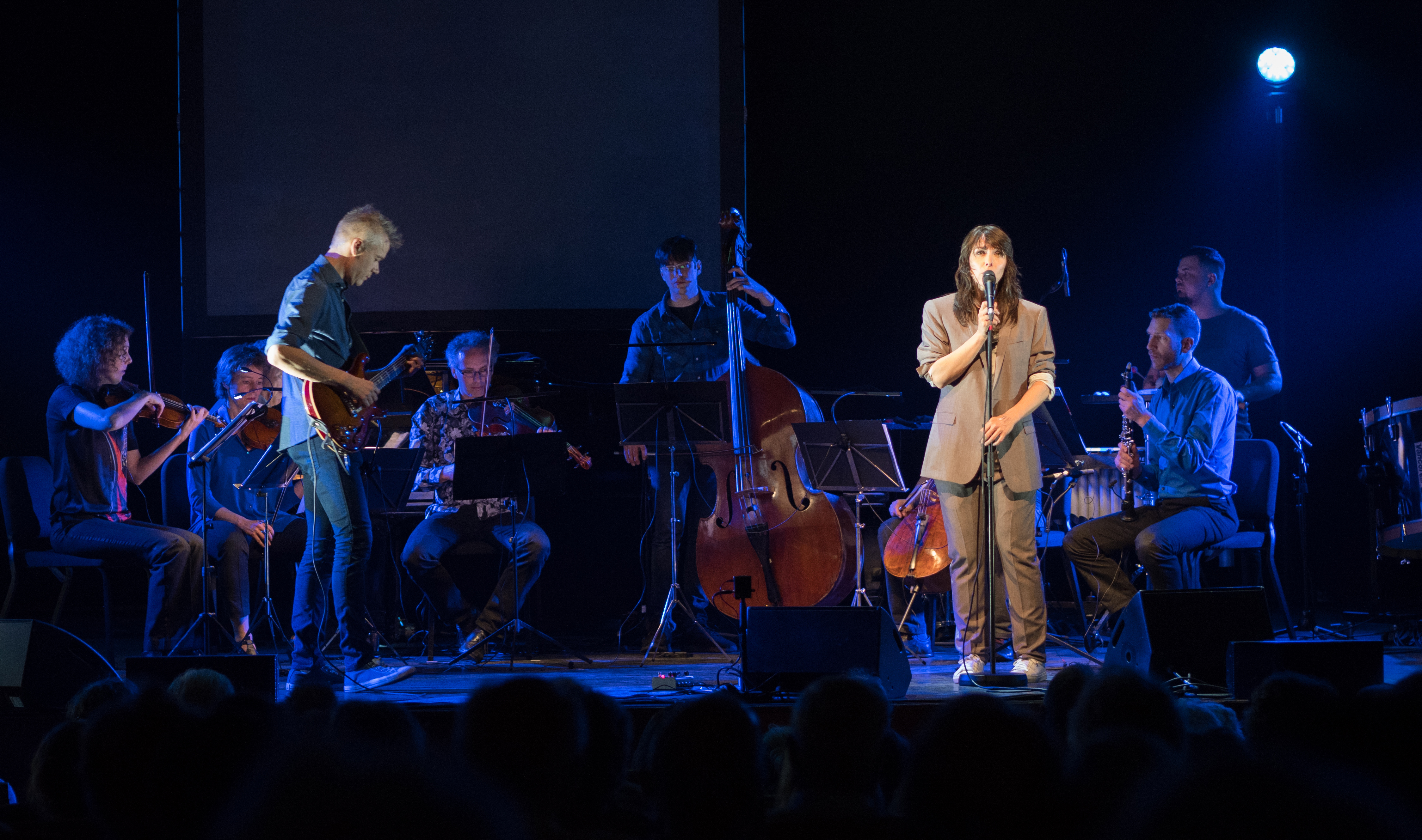
Michel van der Aa mit Wende Snijders

Michel van der Aa (eigentlich Michaël Henri René van der Aa; * 10. März 1970 in Oss, Niederlande) ist ein niederländischer Komponist neuer Musik, Filmemacher und Theaterregisseur. Sein Werk umfasst Kammermusik, Orchesterwerke, Ballettmusik, Opern und Kurzfilme. Dabei kombiniert er auch Musik mit Technologie, insbesondere in seinen jüngeren Werken für das Musiktheater.

## Leben
Neben seiner Ausbildung zum Toningenieur am Haager Konservatorium nahm Michel van der Aa zunächst Unterricht im Fach Klassische Gitarre beim uruguayischen Gitarristen Antonio Pereira Arias (1929–2004). Danach studierte er Komposition bei Diderik Wagenaar (* 1946), Gilius van Bergeijk und Louis Andriessen. Er erreichte eine gewisse Bekanntheit durch einige Kompositionen für Solisten und Ensembles. 2002 ergänzte er seine Ausbildung durch ein Studium an der New York Film Academy im Fach Regie. Größere Aufmerksamkeit erreichte er in diesem Jahr mit der Uraufführung der Kammeroper One für Sopran, Video und Soundtrack mit Barbara Hannigan als Solistin. Darauf arbeitete er mit Peter Greenaway und Hal Hartley, so wie dem Choreografen Philippe Blanchard zusammen. 2007 folgte ein Kurs in Bühnenregie beim Director’s Lab des Lincoln Center Theater. So erweiterte er das Feld seiner Tätigkeiten mit Schreiben von Drehbücher, dem Machen von Filmen und der Bühnenregie.
Van der Aa gründete 1993 eine Produktionsfirma für Produktionen zeitgenössischer Musik. Erste Kompositionen van der Aas wurden 1995 uraufgeführt. 1996 folgte mit Staring at the Space eine erste Auftragskomposition für das Symphonieorchester Norrköping. 1997 und 1998 war er Composer in Residence der Den Haag Percussion Group. Van der Aa wurde 2001 und 2004 zu den Donaueschinger Musiktagen eingeladen. 2006 wurde seine Oper After Life beim Holland Festival uraufgeführt. 2010 gründete er für seine eigenen Werke das Musiklabel Disquiet Media. Von 2011 bis 2017 war er als Hauskomponist des Royal Concertgebouw Orchestra engagiert. Beim Luzerner Sommerfestival 2017 war er Composer in Residence. Beim Kammermusik-Festival-Trondheim im Jahr 2018 bildete seine Musik einen Schwerpunkt. 2019 legte das Beijing Music Festival seinen Fokus auf das Werk van der Aas. Ein Höhepunkt des Festivals war die Asienpremiere der Virtual-Reality-Installation eight am 11. Oktober des Jahres. 2020 veröffentlichte van der Aa in Zusammenarbeit mit Kate Miller-Heidke das Indie-Pop-Album.Time falling.

## Werke (Auswahl)
- Now [in fragments] (1995; Ballettmusik)
- Staring at the Space (1995/96; Ballettmusik)
- Faust (1998; Ballettmusik)
- Soundtrack zum Kurzfilm The New Math(s) (2000)
- One (2002; Kammeroper). UA 2002 beim Frascati Theater in Amsterdam. Es folgten Aufführungen bei den Berliner Festspielen, dem Festival d'automne à Paris, dem Ultima Oslo, dem Warschauer Herbst und der Biennale di Venezia.
- Passage (2002; Kurzfilm)
- Memo (2003) für Violine und Tragbaren Kassettenrecorder, UA 2003
- Solitaire (2003; Ballettmusik)
- After Life (2005/06; Oper). UA 2006 von De Nederlandse Opera ASKO Ensemble unter der Leitung von Otto Tausk
- Spaces of Blank (2007). Liederzyklus für Mezzosopran, Orchester und Soundtrack nach Texten von Emily Dickinson, Rozalie Hirs und Anne Carson, UA 2009 vom Royal Concertgebouw Orchestra unter Leitung von Ed Spanjaard, Christianne Stotijn (Mezzosopran)
- Up-Close (2010; Intermediales Cellokonzert) für Sol Gabetta.
- Sunken Garden (2011/12; Oper)[5] Text: David Mitchell

- Violinkonzert (2014) für Janine Jansen. UA mit Janine Jansen und dem Concertgebouw Orchestra unter der Leitung von Wladimir Michailowitsch Jurowski in Amsterdam.
- The book of sand (2015). Interaktiver digitaler Liederzyklus. Veröffentlichung 2015 als Website und Smartphone-App, Auftragswerk für das Holland Festival, das Sydney Festival und das BBC-Programm The Space
- Reversal (2016, Orchester). Auftragswerk für das Bundesjugendorchester und das Bundesjugendballett. UA 2017
- Blank out (2016, Oper) nach Ingrid Jonker
- Shelter für Chor a cappella. Auftragswerk für den Nederlands Kamerkoor (Niederländischer Kammerchor) für das Projekt 150 Psalms. UA 2017 beim Festival Oude Muziek in Utrecht.
- akin. Konzert für Violine, Violoncello und Orchester. Gewidmet der Geigerin Patricia Kopatchinskaja und der Cellistin Sol Gabetta. UA 2019, Concertgebouw Orchester unter Peter Eötvös, Kölner Philharmonie.
- eight. Virtual-Reality-Installation für Mezzosopran, Kindersopran, Schauspielerin, Chor, Soundtrack (360°-Surround) und Virtual Reality. Installation 2019 mit Kate Miller-Heidke und dem Nederlands Kamerkoor auf dem Holland Festival. Auftragsarbeit vom Holland Festival, Festival d’Aix-en-Provence, KunstFestSpiele Herrenhausen, Beijing Festival und Helsinki Festival.
- shades of red, für Ensemble und Soundtrack, 2020. UA 2020 mit dem Ensemble musikFabrik unter der Leitung von Johannes Fischer, Philharmonie in Köln
- upload. Film Opera, für Sopran, Bariton, Ensemble, Soundtrack (Surround), Film (Multiple Screens). Auftragswerk von De Nationale Opera, Oper Köln, Bregenzer Festspiele, MusikFabrik, Park Avenue Armory und der doubleA Foundation. Veröffentlicht von boosey&Hawks.
- The book of Winter, Kammermusiktheater, 2021–2022, Uraufführung am 19. September 2022 im Teatro Goldoni, Biennale Musica, Venedig
- From Dust, Virtual-Reality-Operninstallation, 2023–2024, Uraufführung am 3. Dezember 2024 im Rahmen der Immersive Tech Week, De Doelen, Rotterdam

## Auszeichnungen
- 1999: Kompositionspreis der Stiftung Gaudeamus für Between
- 2004: Matthijs-Vermeulen-Preis für Attach
- 2004: Matthijs-Vermeulen-Preis für One
- 2005: Charlotte-Köhler-Preis
- 2005: Ernst-von-Siemens-Förderpreis
- 2006: Hindemith-Preis
- 2012: Grawemeyer Award für sein Cellokonzert Up-Close[6]
- 2013: Mauricio Kagel Musikpreis der  Kunststiftung NRW[7]
- 2015: Johannes-Vermeer-Award[2]

## Diskografie (Auswahl)
- Michel van der Aa featuring Kate Miller-Heidke. Time Falling, Label Disquiet Media, 2020